# فيليكس فيدال سيليس
فيليكس فيدال سيليس (بالإسبانية: Vidal Celis)‏ هو دراج إسباني، ولد في 21 أغسطس 1982 في سانتاندير في إسبانيا.

## وصلات خارجية
- فيليكس فيدال سيليس على موقع الاتحاد الدولي للدراجات (الإنجليزية)
- فيليكس فيدال سيليس على موقع أرشيف الدراجات (الإنجليزية)
- فيليكس فيدال سيليس على موقع إحصائيات الدراجات الإحترافية (الإنجليزية)
- فيليكس فيدال سيليس على موقع نسبة الدراجات (الإنجليزية)